# Mama's New Hat
Mama's New Hat è un film del 1939 diretto da Friz Freleng. È il quindicesimo e ultimo cortometraggio d'animazione della serie The Captain and the Kids, uscito negli Stati Uniti l'11 febbraio 1939.

## Trama
Bibì e Bibò comprano a Tordella un nuovo cappello per la festa della mamma, ma mentre tornano a casa cadono nel fango e lo rovinano. Lo scambiano quindi con quello che indossa un cavallo e si dirigono a casa, con il cavallo all'inseguimento. Tordella adora il suo nuovo cappello e si propone di mostrarlo ai suoi amici, ma incontra il cavallo che la insegue fino a casa, dove i bambini lo dirottano in una stanza in cui lo vestono da donna. Dopo essersi scontrato col Capitano in bagno, il cavallo finisce in cantina, dove si rovescia un barattolo di colla sul sedere a cui si attacca un ventilatore, che si accende. Questo, combinato con un tavolino allungabile, trasforma il cavallo in un aeroplano che raccoglie l'intera famiglia, vola fuori e alla fine si schianta contro un attaccapanni circolare, che grazia all'elica si trasforma in una giostra in cui Tordella e il cavallo cercano invano di afferrare il cappello (atterrato su un rametto di un albero adiacente) come se si trattasse di un anello in ottone.

## Distribuzione

### Edizioni home video
Il corto è incluso come extra (in inglese sottotitolato) nella prima edizione DVD-Video di Un giorno alle corse, distribuita dalla Warner Home Video in America del Nord il 4 aprile 2004 e in Italia il 21 settembre. Il 21 ottobre 2008 uscì in DVD in America del Nord come extra nel secondo disco della raccolta Looney Tunes Golden Collection: Volume 6 (intitolato Patriotic Pals). Fu poi inserito nel terzo disco della raccolta Blu-ray Disc e DVD Looney Tunes Platinum Collection: Volume Two, uscita in America del Nord il 16 ottobre 2012.